# Luigi Cagnola

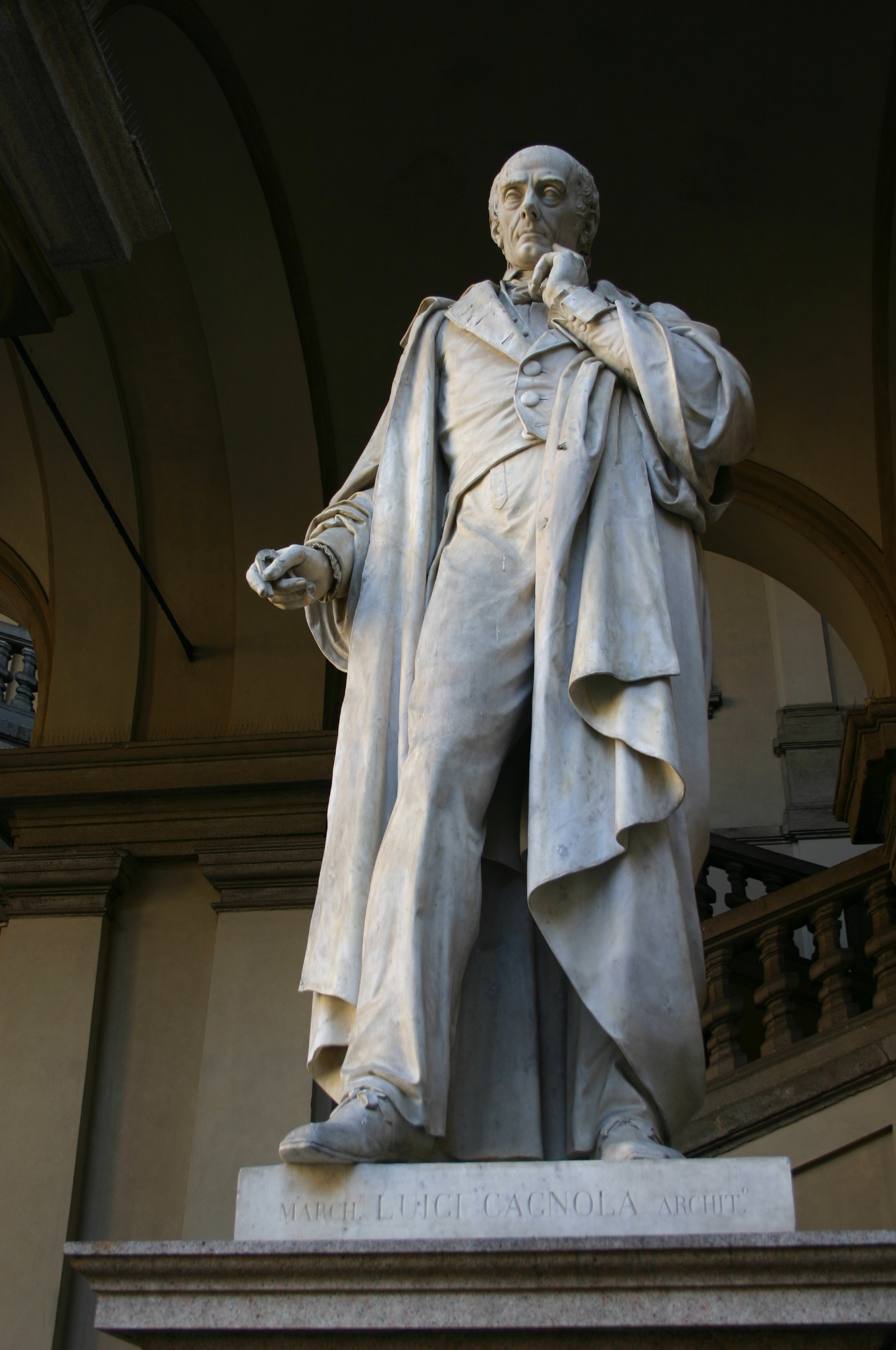
Monumento a Luigi Cagnola, nel cortile di Brera

Marchese Luigi Cagnola (Milano, 9 giugno 1762 – Inverigo, 13 agosto 1833) è stato un architetto italiano, esponente di primo piano del Neoclassicismo milanese.

## Biografia
Ammesso a quattordici anni al Collegio Clementino di Roma, completò gli studi universitari all'Università di Pavia. Inizialmente avviato alla professione legale, ottenne un posto nell'amministrazione austriaca a Milano; sposò Francesca D'Adda, musicista e compositrice di trentadue anni più giovane, figlia del marchese Felice D'Adda e di sua zia Margherita Cagnola.
Luigi Cagnola morì il 14 agosto 1833, cinque anni prima del completamento dell'Arco della Pace. Per sua volontà testamentaria venne tumulato nel cimitero di Ozzero, comune della provincia milanese in cui la famiglia possedeva un Palazzo Cagnola, successivamente diventato sede del municipio; grazie a questo, a differenza di tanti illustri milanesi finiti dispersi durante le confuse traslazioni dovute alla chiusura dei vari cimiteri cittadini, la sua salma si salvò e nel 1933, in occasione del centenario della morte, poté essere trasferita nella Cripta del Famedio del Cimitero Monumentale di Milano.

## Opere
Spinto dalla passione per l'architettura, presentò una proposta per la progettazione della nuova Porta Orientale di Milano.
La proposta venne scartata, anche in ragione degli eccessivi costi che avrebbe comportato, ma da quel momento Cagnola si dedicò interamente all'architettura. Dopo la morte del padre, trascorse due anni a Verona e Venezia dedicandosi allo studio delle architetture delle due città.

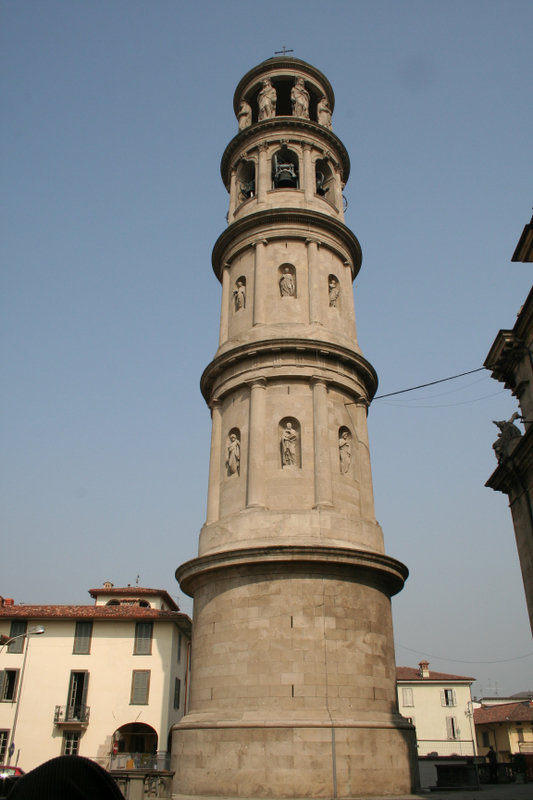
Chiesa dei Santi Nazario e Celso di Urgnano

Nel 1806 gli venne affidata la costruzione di un arco di trionfo "effimero", ovvero non permanente, eretto sul sito di Porta Orientale in occasione delle nozze del viceré del Regno d'Italia Eugenio di Beauharnais con la principessa Amalia di Baviera. L'arco era in legno, ma di tale bellezza da convincere le autorità a costruirne uno in marmo. Il risultato fu l'Arco della Pace, secondo per dimensioni solo all'Arco di Trionfo di Parigi.
Nel 1815, sempre a Milano, inaugurò l'arco di Porta Ticinese, allora "Porta Marengo": l'iscrizione originaria dedicata a Napoleone viene sostituita con una dedicata alla pace, riportata dalle armate di Francesco II, Imperatore d'Austria.
Nel 1816 diventò il primo sindaco del neo comune di Tregasio.
Fra le altre opere eseguite da lui si ricordano la villa La Rotonda ad Inverigo, la chiesa parrocchiale di Vaprio d'Adda, il campanile della chiesa dei Santi Nazario e Celso di Urgnano, la ricostruzione della chiesa parrocchiale di Ghisalba, la chiesa dei Santi Cosma e Damiano a Concorezzo, la cappella di Santa Marcellina a Milano, lo scalone della Villa Saporiti a Como (ove Cagnola intervenne nel contesto del progetto del Pollack).
Assieme a Luigi Canonica, Albertolli, Giuseppe Zanoia fu tra gli ideatori del primo piano regolatore della città di Milano.

## Archivio
L'archivio Cagnola Luigi, proveniente dalla villa "La Rotonda" di Inverigo, comprende circa 1 900 pezzi tra disegni e incisioni. La maggior parte degli elaborati concerne l'attività professionale dell'architetto Cagnola (1780-1830 circa) e consiste in schizzi, rilievi e disegni autografi dell'architetto o di aiuti, per lo più acquerellati. Alcuni fogli presentano disegni riferibili ad Ambrogio Nava o da lui inseriti.
Un ricco materiale documentario relativo a Luigi Cagnola, comprendente appunti, autografi e carteggi dell'architetto, è conservato tra le carte del fondo D'Adda nell'Archivio di Stato di Varallo Sesia.